# Санчес, Херман (легкоатлет)
Херман Фортино Санчес Крус (исп. Germán Fortino Sánchez Cruz; род. 31 июля 1967, Zimatlán de Álvarez, Оахака) — мексиканский легкоатлет, специалист по спортивной ходьбе. Выступал за сборную Мексики по лёгкой атлетике в 1990—2005 годах, чемпион Панамериканских игр, серебряный призёр Центральноамериканских и Карибских игр, победитель Кубка мира в командном зачёте, участник четырёх летних Олимпийских игр.

## Биография
Херман Санчес родился 31 июля 1967 года в муниципалитете Симатлан-де-Альварес штата Оахака, Мексика.
Впервые заявил о себе в лёгкой атлетике на международном уровне в сезоне 1990 года, когда вошёл в состав мексиканской сборной и выступил в ходьбе на 50 км на домашнем Панамериканском кубке в Халапе.
В 1991 году в дисциплине 50 км занял 29-е место на Кубке мира по спортивной ходьбе в Сан-Хосе и 22-е место на чемпионате мира в Токио.
В 1992 году превзошёл всех соперников на Панамериканском кубке в Гватемале. Благодаря череде успешных выступлений удостоился права защищать честь страны на летних Олимпийских играх 1992 года в Барселоне — стартовал в программе 50 км, но был дисквалифицирован за нарушение техники ходьбы.
На домашнем Кубке мира 1993 года в Монтеррее стал третьим в личном зачёте 50 км и тем самым помог соотечественникам выиграть командный зачёт. На Центральноамериканских и Карибских играх в Понсе выиграл серебряную медаль. На чемпионате мира в Штутгарте показал на финише 12-й результат.
В 1995 году на Кубке мира в Пекине занял 11-е место в личном зачёте 50 км, вновь выиграв мужской общекомандный зачёт. На чемпионате мира в Гётеборге сошёл с дистанции.
В 1996 году завоевал золото в ходьбе на 50 км на Панамериканском кубке в Манаусе, получил серебро в ходьбе на 20 км на иберо-американском чемпионате в Медельине. Принимал участие в Олимпийских играх в Атланте — в программе 50 км показал время 3:57:47, расположившись в итоговом протоколе соревнований на 18-й строке.
В 1997 году в 50-километровой дисциплине занял 22-е место на Кубке мира в Подебрадах, тогда как на чемпионате мира в Афинах сошёл.
На Олимпийских играх 2000 года в Сиднее получил дисквалификацию, не показав никакого результата.
В июне 2001 года на международном старте в Чебоксарах установил свой личный рекорд в ходьбе на 50 км — 3:44:50.
В 2002 году отметился выступлением на Кубке мира в Турине.
В 2003 году выиграл Панамериканский кубок в Тихуане и Панамериканские игры в Санто-Доминго, показал 12-й результат на чемпионате мира в Париже.
Участвовал в Олимпийских играх 2004 года в Афинах, в ходьбе на 50 км с результатом 3:58:33 занял 17-е место.
Завершил спортивную карьеру по окончании сезона 2005 года.